# Kustknikmos
Kustknikmos (Bryum mamillatum) is een soort uit het geslacht knikmos (Bryum).

## Verspreiding
Het kustknikmos komt voor in West-Europa. In Nederland komt het uiterst zeldzaam voor. Het is alleen bekend uit een atlasblok.